# Cubocephalus incurvator
Cubocephalus incurvator är en stekelart som först beskrevs av Aubert 1977.  Cubocephalus incurvator ingår i släktet Cubocephalus och familjen brokparasitsteklar. Inga underarter finns listade i Catalogue of Life.